# Argja Bóltfelag

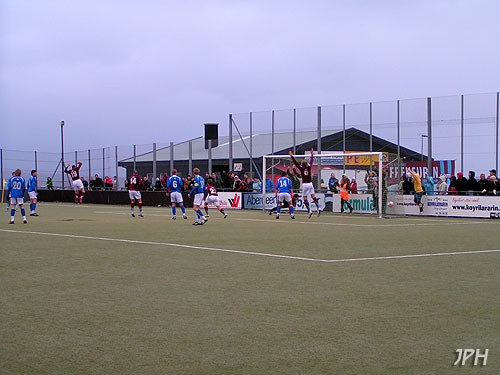
Az AB gólt szerez és 3-1-re nyer a KÍ Klaksvík ellen 2007. szeptember 16-án

Az Argja Bóltfelag, röviden AB egy feröeri labdarúgóklub. A Feröeri labdarúgó-bajnokság másodosztályában játszik.

## Történelem
A csapatot 1973. augusztus 15-én alapította más argiri sportbarátokkal együtt Johnny Nyby, aki a klub első elnöke is lett. 1974-ben állt fel az elnökség, és ugyanebben az évben beneveztek a bajnokságba. Kezdetben az edzési lehetőségeik nagyon korlátozottak voltak: eleinte egy iskolaudvarban edzettek, majd egy saját edzőpályát kaptak, de az is csak 20x40 méteres volt. Amíg nem volt szabványos méretű saját pályájuk, a tórshavni csapatok és Tórshavn község önkormányzata jóvoltából bérelhették a Gundadalur Stadiont edzésre és hazai mérkőzéseik lejátszására.
1983-ban készült el saját pályájuk, az Argiri Stadion, amelyet 1985-ben követett a klubház. Az épület alsó szintjét a klub használta, míg a felsőt egy óvodának adták bérbe. 1998-ban műfüves borítást kapott a pálya, ezzel az edzési lehetőségek elérték az összes többi feröeri csapat szintjét. 2004-ben a klub elég nagyra nőtt ahhoz, hogy az egész klubházra szüksége legyen.
A csapat 2008-ban feljutott az első osztályba, ahol 2009-ben addigi legjobb eredményét elérve a 6. helyen végzett.

## Keret
| #  |                  | Poszt | Név                       |
| -- | ---------------- | ----- | ------------------------- |
| 1  | Feröer           | K     | Tórður Thomsen            |
| 16 | Feröer           | K     | Heðin Tóralvsson Stenberg |
| 0  | Feröer           | V     | Alex Mellemgaard          |
| 2  | Feröer           | V     | Tummas Justinussen        |
| 3  | Elefántcsontpart | V     | Tehe Aristide             |
| 4  | Dánia            | V     | Morten Overgaard          |
| 6  | Feröer           | V     | Gunnar Haraldsen          |
| 14 | Feröer           | V     | Mortan Úr Hørg            |
| 7  | Elefántcsontpart | KP    | Evrard Ble                |
| 8  | Feröer           | KP    | John Hansen               |

| #  |                  | Poszt | Név               |
| -- | ---------------- | ----- | ----------------- |
| 10 | Feröer           | KP    | Dion Splidt       |
| 13 | Feröer           | KP    | Jónas Stenberg    |
| 15 | Elefántcsontpart | KP    | Fabrice Arnessan  |
| 19 | Feröer           | KP    | Jobin Drangastein |
| 20 | Feröer           | KP    | Kenneth Jacobsen  |
| 21 | Feröer           | KP    | Sjúrður Ellefsen  |
| 7  | Norvégia         | CS    | Stig Roar Søbstad |
| 11 | Feröer           | CS    | Nikolaj Eriksen   |
| 12 | Feröer           | CS    | Jákup Dam         |

### Korábbi edzők
- 2010 –  Sámal Erik Hentze[3]
- – 2010  Allan Mørkøre[3][7]
- 2009  John Petersen[7][8]

## Eredmények
A csapat legjobb eredménye a 2009-ben elért 6. helyezés.